# Ankiliabo (Ankiliabo)
Ankiliabo è una città e comune del Madagascar situata nel distretto di Ampanihy Ouest, regione di Atsimo-Andrefana. 
La popolazione del comune rilevata nel censimento 2001 era pari a 8 540 unità.